# Matfred de Clermont
Matfred, quatrième fils d’Armand Ier, est cité comme vicomte d’Auvergne lors de la donation que fit Acfred, duc d'Aquitaine et comte d’Auvergne, au monastère de Sauxillanges en 927. Il est également cité en compagnie de ses frères aînés, Astorge et Armand II, dans une charte de l'église de Brioude en 962.
Il aurait épousé l'héritière de la seigneurie de Thiers (ou Thiern, forme plus courante dans les documents médiévaux), dont le nom n'est pas connu. Il serait à l’origine de la lignée des vicomtes de Thiers, par son fils Guy, puis son second fils Étienne.
C'est La Mure qui postule l'identité du Matfred de Clermont désigné dans les chartes et du père de Guy et d'Étienne, seigneurs de Thiern, mais il ne cite aucun document à l'appui de cette assertion, qui n'est donc qu'une hypothèse possible mais non prouvée.